# Karl-Erik Karlsson
Karl-Erik Karlsson, född 24 november 1909 i Örebro, död 2 maj 1997 i Rimbo, var en svensk militär (överste). 

## Biografi
Karlsson utnämndes 1931 till officer med fänriksgrad vid Värmlands regemente (I 22). År 1933 befordrades han till underlöjtnant och 1935 till löjtnant. År 1936 överfördes han till Flygvapnet. Åren 1936–1937 studerade han vid Flygkrigsskolan (F 5). År 1940 befordrades han till kapten vid Upplands flygflottilj (F 16). År 1941 var han divisionschef för 93. jaktflygdivisionen (Ivar Gul) vid Göta flygflottilj (F 9). År 1946 befordrades han till major, och blev chef för Flygvapnets bomb- och skjutskola (FBS). År 1949 befordrades han till överstelöjtnant och 1952 till överste. Åren 1952–1964 var han chef för Upplands flygflottilj (F 16). Åren 1964–1966 var han ställföreträdande eskaderchef för Första flygeskadern (E 1). Karlsson lämnade Flygvapnet 1966.
Karlsson gifte sig 1938 med Nanny Brattberg (1906–1978). Deras dotter är Louise Brattberg.

## Utmärkelser
- Kommendör av första klass av Svärdsorden, 4 juni 1960.[1]